# Emil Hansson
Emil Hansson (Bergen, 15 giugno 1998) è un calciatore norvegese naturalizzato svedese, centrocampista del Birmingham City.

## Biografia
È figlio di Patrik Hansson e nipote di Tommy Svensson, entrambi calciatori professionisti.

## Caratteristiche tecniche
È un esterno sinistro.

## Carriera

### Club
Cresciuto nel settore giovanile del Brann, ha esordito in prima squadra il 30 aprile 2015 disputando l'incontro di 1. divisjon vinto 4-1 contro il Ranheim. Il 21 agosto 2015 è stato acquistato dal Feyenoord che lo ha aggregato al proprio settore giovanile. Il 12 marzo 2017 ha debuttato in Eredivisie giocando il match vinto 5-2 contro l'AZ Alkmaar.
Poco impiegato con la prima squadra, ha trascorso la stagione 2018-2019 con l'RKC Waalwijk in Eerste Divisie segnando 12 reti in 35 presenze e dando un forte contributo alla promozione del club in Eredivisie. Il 19 agosto 2019 è stato acquistato a titolo definitivo dall'Hannover 96. Dopo una prima parte di stagione in cui è stato impiegato prevalentemente da subentrante, il 22 gennaio 2020 è tornato nuovamente in prestito all'RKC Waalwijk.
Nel giugno del 2020 si è invece trasferito a titolo definitivo al Fortuna Sittard con un contratto quadriennale, rimanendo dunque nei Paesi Bassi.

### Nazionale
Nato a Bergen da madre norvegese e padre svedese, ha iniziato a giocare con l'Under-17 della Svezia nel 2013 per poi scegliere la Norvegia. Nel 2019 ha deciso di ritornare a giocare per le selezioni svedesi.

## Statistiche
Statistiche aggiornate al 21 febbraio 2020.

### Presenze e reti nei club
| Stagione            | Squadra             | Campionato          | Campionato | Campionato | Coppe nazionali | Coppe nazionali | Coppe nazionali | Coppe continentali | Coppe continentali | Coppe continentali | Altre coppe | Altre coppe | Altre coppe | Totale | Totale | Totale |
| Stagione            | Squadra             | Comp                | Pres       | Reti       | Comp            | Pres            | Reti            | Comp               | Pres               | Reti               | Comp        | Pres        | Reti        | Pres   | Reti   |        |
| ------------------- | ------------------- | ------------------- | ---------- | ---------- | --------------- | --------------- | --------------- | ------------------ | ------------------ | ------------------ | ----------- | ----------- | ----------- | ------ | ------ | ------ |
| 2015                | Brann               | 1D                  | 2          | 0          | CN              | 2               | 0               |                    | -                  | -                  |             | -           | -           | 4      | 0      |        |
| 2016-2017           | Feyenoord           | ED                  | 2          | 0          | CO              | 0               | 0               | UCL                | 0                  | 0                  | SO          | 0           | 0           | 2      | 0      |        |
| 2017-2018           | Feyenoord           | ED                  | 1          | 0          | CO              | 1               | 0               | UEL                | 0                  | 0                  | SO          | 0           | 0           | 2      | 0      |        |
| Totale Feyenoord    | Totale Feyenoord    | Totale Feyenoord    | 3          | 0          |                 | 1               | 0               |                    | 0                  | 0                  |             | 0           | 0           | 4      | 0      |        |
| 2018-2019           | RKC Waalwijk        | 1D                  | 35+6       | 12+1       | CO              | 3               | 0               |                    | -                  | -                  |             | -           | -           | 44     | 13     |        |
| nov. 2019           | Hannover 96 II      | RL                  | 1          | 0          |                 | -               | -               |                    | -                  | -                  |             | -           | -           | 1      | 0      |        |
| ago. -dic. 2019     | Hannover 96         | 2L                  | 14         | 0          | CG              | 0               | 0               |                    | -                  | -                  |             | -           | -           | 14     | 0      |        |
| gen.- giu. 2020     | RKC Waalwijk        | ED                  | 5          | 1          | CO              | 0               | 0               |                    | -                  | -                  |             | -           | -           | 5      | 1      |        |
| Totale RKC Waalwijk | Totale RKC Waalwijk | Totale RKC Waalwijk | 46         | 14         |                 | 3               | 0               |                    | -                  | -                  |             | -           | -           | 49     | 14     |        |
| Totale carriera     | Totale carriera     | Totale carriera     | 66         | 14         |                 | 6               | 0               |                    | 0                  | 0                  |             | 0           | 0           | 72     | 14     |        |

## Palmarès
- Campionato olandese: 1

Feyenoord: 2016-2017
- Coppa dei Paesi Bassi: 1

Feyenoord: 2017-2018
- Supercoppa dei Paesi Bassi: 1

Feyenoord: 2018
- Eerste Divisie: 1

Heracles Almelo: 2022-2023
- Football League One: 1

Birmingham City: 2024-2025